# Банька, Витольд
Витольд Банька (пол. Witold Bańka, род. 3 октября 1984, Тыхы) — польский легкоатлет, президент Всемирного антидопингового агентства (WADA) с 1 января 2020 года.

## Биография
Родился 3 октября 1984 года в городе Тыхы, Польша. Окончил Силезский университет в Катовице.
Занимался лёгкой атлетикой, спринтер. Принимал участие в чемпионате мира 2007 года в Осаке, где стал бронзовым призёром в эстафете 4х400 м. Чемпион Универсиады 2007 года в эстафете 4×400 метров, серебряный призёр Универсиады 2009 года в той же эстафете.
В 2008 году Баньке была присуждена премия президента города Тыхы в области культуры и спорта. В 2012 году завершил спортивную карьеру. Активно работал в сфере связей с общественностью, проводил тренинги по связям со СМИ и имиджу, сотрудничал с ведущими польскими компаниями, создавал для них рекламную продукцию.
16 ноября 2015 года назначен министром спорта и туризма в правительстве премьер-министра Беаты Шидло. 11 декабря 2017 года назначен министром спорта и туризма в правительстве премьер-министра Матеуша Моравецкого.
В свободное время он активно занимается спортом, также участвует в марафонах.
7 ноября 2019 года избран президентом Всемирного антидопингового агентства. Официально вступил  в должность 1 января 2020 года.
В 2024 году награждён офицерским крестом ордена Возрождения Польши.